# Commedia Futura

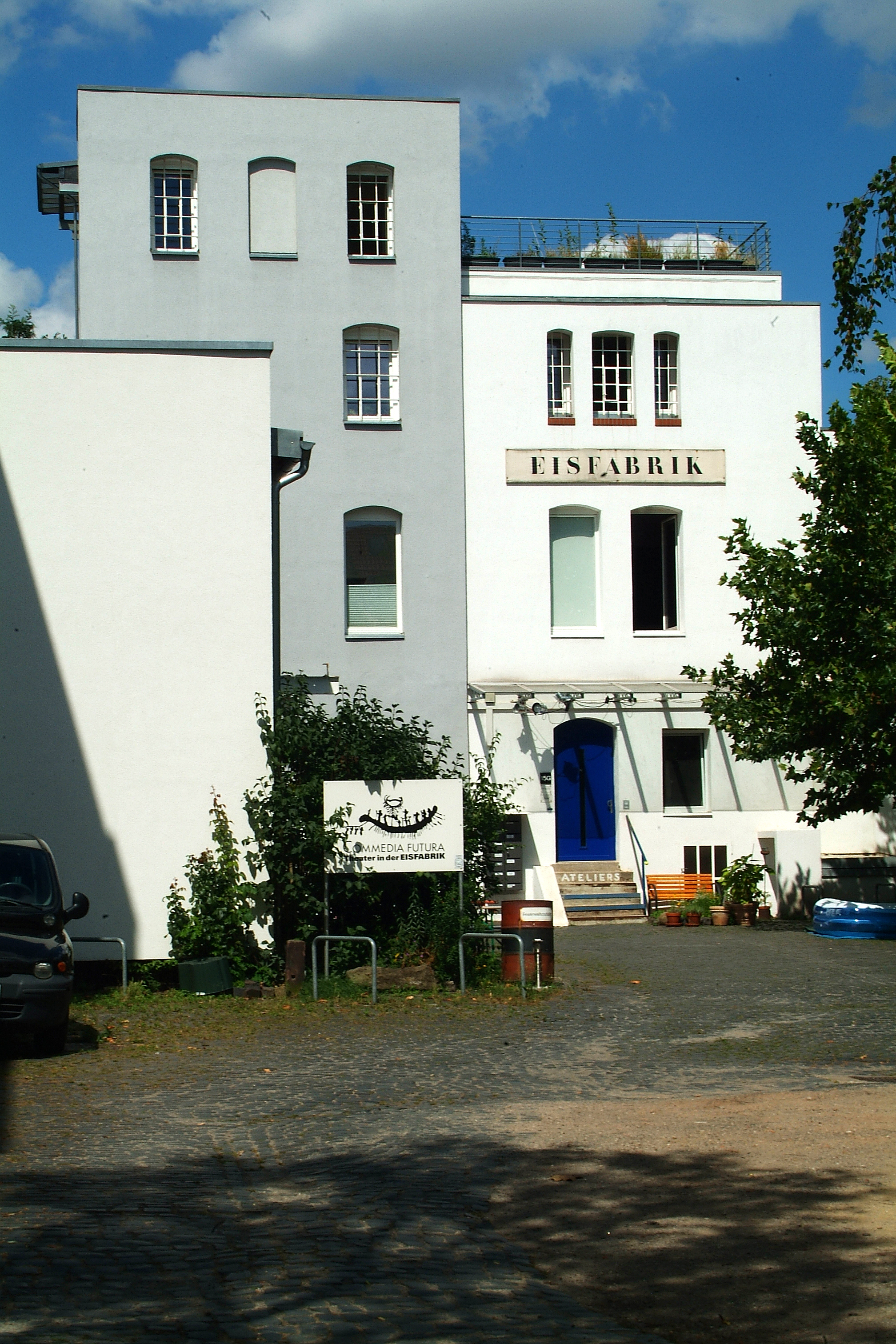
Blick über einen Hof der EISFABRIK auf die Künstlerateliers und ein Gebäude des freien Theaters Commedia Futura

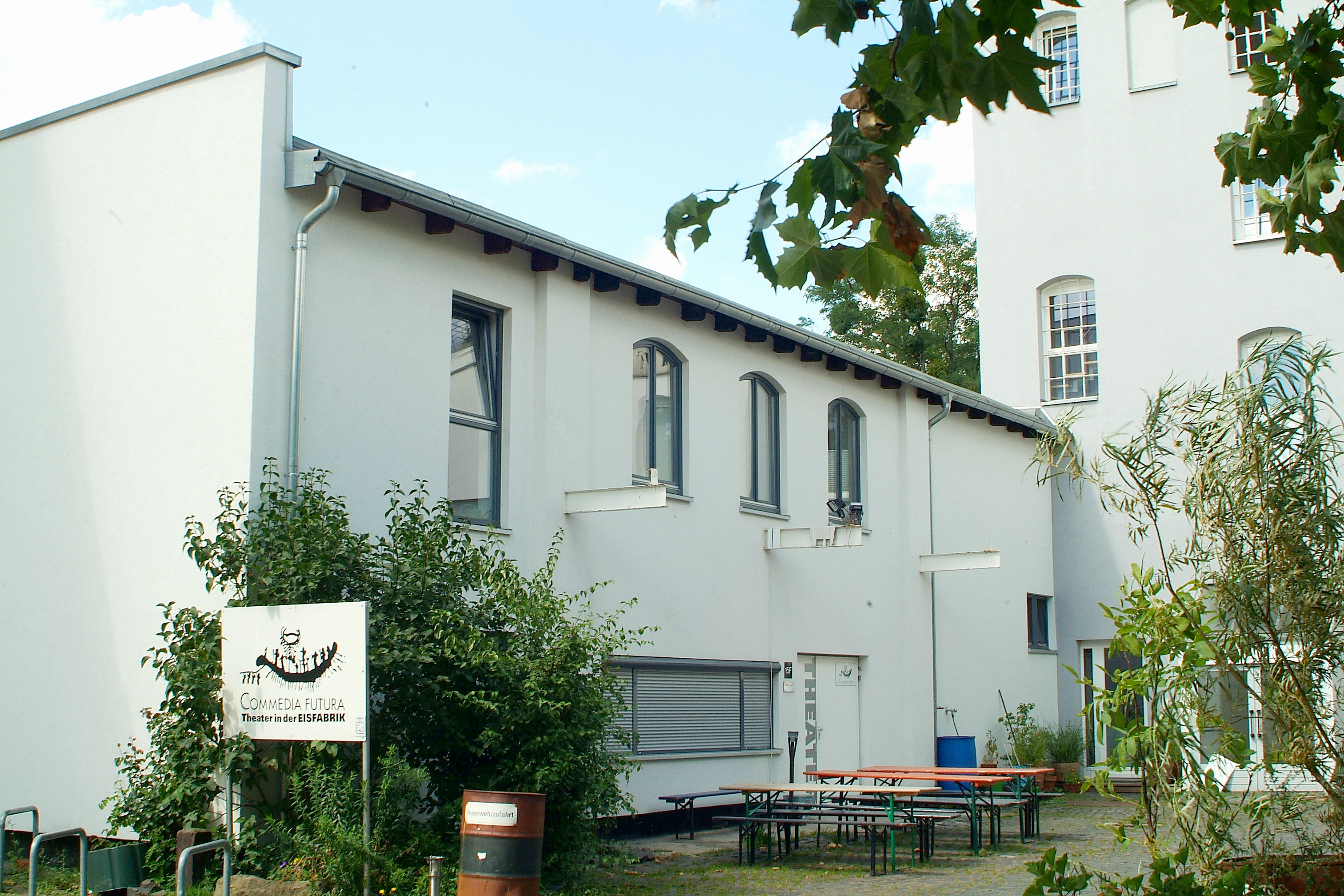
Seitenansicht auf eines der von Commedia Futura genutzten Gebäude

Commedia Futura ist ein freies Theater mit Sitz im Kunst- und Kulturzentrum Eisfabrik in der Südstadt in Hannover. Seit der Gründung 1982 sind über 50 experimentell angelegte, multimediale Eigenproduktionen entstanden. Sie nutzen Elemente des Sprechtheaters ebenso wie Tanz, Musik und Videozuspielungen.

## Geschichte
Am Anfang scharte Wolfgang A. Piontek, damals noch Kunststudent an der Hochschule für Bildende Künste Braunschweig, Kommilitonen und befreundete Künstler um sich, um sein Theaterstück „Das Beziehungsmee(h)r“ auf die Bühne zu bringen. Ziel war von Anfang an ein sparten- und genreübergreifendes Theater. 1987 zog das Theater in eine ehemalige Klareisfabrik in der hannoverschen Südstadt ein und bildet seither eine der künstlerischen Säulen des Kunst- und Kulturzentrums EISFABRIK. Aus den mehr als 50 Eigenproduktionen ragen die Stücke Andy Warhol. Der Geist des 20. Jahrhunderts (1994), Lost in Twin peaks (1998), Ali – The Greatest (2000), Himmel und Hölle (2008) und Traumatorium (2011) heraus.
Die wichtigsten Personen von Commedia Futura sind heute Wolfgang A. Piontek (als Regisseur und künstlerischer Leiter) und sein Bruder, der Dramaturg Peter Piontek. Das Ensemble rekrutiert sich je nach Projekt aus einem Netzwerk internationaler Schauspieler, Tänzer, Video-Künstler, Bühnenbildner- und Kostümbildner. Seit 2006 arbeitet das Theater regelmäßig mit dem Tänzer und Choreographen Felix Landerer zusammen.
Die Theatergruppe Commedia Futura probte und spielte in den ersten Jahren an verschiedenen Orten in Hannover, nahm an Festivals teil und organisierte Workshops, um die eigene Theaterästhetik zu formen.
In der EISFABRIK, auf dem Gelände der ehemaligen Germania-Brauerei und den späteren Heuweg-Werken, einer Fabrik für Klareis, baute die Truppe zunächst den Schwarzen Saal und später auch die Zentralhalle zu Theatersälen mit jeweils 99 Sitzplätzen um. Im März 1988 wurde das Theater in der EISFABRIK  mit einem Samuel-Beckett-Festival eröffnet. Seither ist Commedia Futura nicht nur mit eigenen Stücken, sondern auch als Veranstalter von Festivals und Gastspielen sowie als Koproduzent für andere freie Gruppen hervorgetreten.

## Schriften
- Hans Werner Dannowski: Hannover – weit von nah. In Stadtteilen unterwegs.Hannover(Schlütersche) 2002, S. 134ff